# Macanudo
Macanudo é uma tira cômica do argentino Liniers, publicada diariamente desde 2002 no jornal La Nación. O nome significa "Bacana" em espanhol. Macanudo foi criada após o autor sair do jornal Página/12, onde publicava a tira Bonjour, e ser contratado pelo La Nación, indicado pela também quadrinista Maitena. As tiras não possuem personagens fixos, embora alguns apareçam com bastante frequência, como Olga, Enriqueta e Fellini, pinguins e duendes. No Brasil, as tiras começaram a ser publicadas em 2008 em livros de coletânea lançados pela Zarabatana Books. Entre 2009 e 2011, as tiras também foram publicadas pela Folha de S. Paulo. Em 2012, o quarto volume da coletânea de Macanudo ganhou o Troféu HQ Mix de 2016 na categoria "melhor publicação de tiras".